# Felix I. von Metz
Der heilige Felix I. von Metz († Anfang/Mitte des 4. Jahrhunderts in Divodurum, heute Metz) war der dritte Bischof von Metz. Er war der Nachfolger des Caelestius von Metz, der um 310 gestorben war.

## Geschichte und Legende
Der Überlieferung nach soll der Apostel Petrus drei Missionare in die Gegend von Metz geschickt haben: Clemens (der dann der 1. Bischof von Metz wurde), Caelestius (2. Bischof von Metz) und Felix (3. Bischof von Metz). Über das Leben der drei ersten Metzer Bischöfe ist wenig bekannt. Caelestius soll um 310 in Metz gestorben sein. Sein Nachfolger Felix soll 42 Jahre lang im Amt gewesen sein. Felix wurde in der ersten Kirche der Stadt beigesetzt, die ihm dann geweiht wurde.
Falsch dürfte die Überlieferung sein, die den Tod des dritten Bischofs von Metz auf das Jahr 128 datiert.
Dietrich II. von Luxemburg, Bischof von Metz im 11. Jahrhundert, gab Reliquien von Felix an Kaiser Heinrich II., der sie nach Bamberg brachte.
Der Gedenktag des heiligen Felix I. von Metz ist der 21. Februar.